# Donald Pleasence
Donald Pleasence (Nottinghamshire, 5 de outubro de 1919 — Saint-Paul-de-Vence, 2 de fevereiro de 1995) foi um ator britânico nascido na Inglaterra. 

## Carreira
Iniciou sua carreira de ator em 1939. Tornou-se conhecido por interpretar Ernst Stavro Blofeld no filme You Only Live Twice (1967), na série cinematográfica James Bond. 
Halloween 6 - A Última Vingança marcou sua última atuação nas telas como Dr. Loomis, devido à sua morte em 1995, vítima de problemas cardíacos.

## Filmografia parcial
- 1960 - Filhos e Amantes (Sons and Lovers)
- 1963 - Fugindo do Inferno (The Great Escape)
- 1965 - Nas Trilhas da Aventura (The Hallelujah Trail)
- 1966 - Armadilha do Destino (Cul-de-Sac)
- 1966 - Viagem Fantástica (Fantastic Voyage)
- 1967 - 007 - Com 007 Só Se Vive Duas Vezes (You Only Live Twice)
- 1967 - A Noite dos Generais (The Night of the Generals)
- 1969 - Mr. Freedom
- 1970 - Quando é Preciso Ser Homem (Soldier Blue)
- 1971 - THX 1138
- 1973 - Testemunha da Loucura (Tales That Witness Madness)
- 1974 - A Dupla Explosiva (...Altrimenti ci arrabbiamo!)
- 1975 - A Montanha Enfeitiçada (Escape to Witch Mountain)
- 1976 - A Águia Pousou (The Eagle Has Landed)
- 1977 - A Maldição dos Gatos (The Uncanny)
- 1977 - Alguém Lá em Cima Gosta de Mim (Oh, God!)
- 1977 - Jesus de Nazareth (Jesus of Nazareth)
- 1978 - Halloween - A Noite do Terror (Halloween)
- 1979 - Drácula (Dracula)
- 1981 - Fuga de Nova York (Escape from New York)
- 1981 - Halloween II - O Pesadelo Continua  (Halloween II)
- 1984 - Arco do Triunfo (Arch of Triumph)
- 1987 - Django: A Volta do Vingador (Django II: Il grande ritorno)
- 1987 - Príncipe das Sombras (Prince of Darkness)
- 1988 - Halloween - O Retorno de Michael Myers (Halloween 4: The Return of Michael Myers)
- 1989 - Halloween 5 - A Vingança de Mike Myers (Halloween 5)
- 1989 - O Caso dos Dez Negrinhos (Ten Little Indians)
- 1990 - Enterrado Vivo (Buried Alive / Edgar Allan Poe's Buried Alive)
- 1992 - Neblina e Sombras (Shadows and Fog)
- 1993 - Entre a Luz e as Trevas (The Hour of the Pig)
- 1995 - Halloween VI - A Última Vingança (Halloween: The Curse of Michael Myers)
- 2002 - Halloween - Ressurreição (Halloween: Resurrection)
- 2008 - Além de Hollywood: O Melhor do Cinema Australiano (Not Quite Hollywood: The Wild, Untold Story of Ozploitation!)